# Heinrich Schwarz
Heinrich Schwarz (Monaco di Baviera, 14 giugno 1906 – Sandweier, 20 marzo 1947) è stato un militare tedesco, ufficiale delle SS nazionalsocialiste, raggiunse il grado di SS–Hauptsturmführer equivalente a quello di capitano, e comandante dei campi di concentramento di Monowitz e Natzweiler-Struthof.

## Biografia
Schwarz si iscrisse nelle SS il 30 novembre 1931 (tessera numero 19.691) ed il giorno successivo, 1º dicembre, entrò a far parte del Partito nazionalsocialista (tessera numero 786.871). Nel 1939 prese servizio nel campo di concentramento di Mauthausen, in Austria, lavorando nell'Abteilung IV che si occupava dell'amministrazione e della gestione dei beni dei prigionieri nel lager.
Il 10 ottobre 1940 Schwarz venne trasferito presso l'SS-Hauptamt Haushalt und Bauten (Ufficio generale delle SS per le costruzioni), comandato da Oswald Pohl. Nel 1942 tale ufficio venne fuso insieme ad altri nell'SS-Wirtschafts-und Verwaltungshauptamt (WVHA, Dipartimento economico e amministrativo delle SS) comandato dallo stesso Pohl e che si occupava, tra l'altro, dell'amministrazione dei campi di concentramento e dello sfruttamento della manodopera che vi era rinchiusa.
Il termine Schutzhaftlagerführer (Comandante del corpo di custodia protettiva) identificava l'ufficiale, nominalmente subordinato al comandante, ma che di fatto aveva pieno controllo sulle condizioni di vita dei prigionieri all'interno del campo e che era al vertice di una struttura gerarchica di graduati delle SS e di deportati «anziani» (kapò).
Il 20 aprile 1941 venne nuovamente mandato a Mauthausen dove rimase fino al 30 settembre dello stesso anno prima di essere trasferito presso il campo di Auschwitz, in Polonia. Qui Schwarz passò la parte maggiore della sua carriera ricoprendo diversi incarichi dell'assegnazione al lavoro dei prigionieri (Abteilung III A) e nell'amministrazione del campo di custodia protettiva. In quest'ultimo ufficio raggiunse la carica di Schutzhaftlagerführer (vedi a lato), subordinato al comandante Rudolf Höß.
L'11 novembre 1943, dopo l'allontanamento di Höß, Schwartz fu nominato comandante del campo di Auschwitz III - Monowitz e dei numerosi sottocampi di lavoro collegati al complesso di Auschwitz. Nel mese di novembre il complesso di Auschwitz era stato infatti ristrutturato e suddiviso in tre campi principali con comandi distinti: Auschwitz I (lager principale), Auschwitz II - Birkenau (il centro di sterminio) e Auschwitz III. Auschwitz III era un grande campo di lavoro, con circa 12.000 deportati, che lavorava principalmente per l'impianto per la produzione di gomma sintetica Buna-Werke di proprietà della I.G. Farben.
Nel gennaio 1945 il campo di Auschwitz venne abbandonato a causa dell'avanzata delle forze sovietiche e Schwarz fu trasferito, in qualità di comandante, presso Natzweiler-Struthof, in Alsazia. Il campo principale di Natzweiler-Struthof era già stato liberato alla fine di novembre dalle forze alleate e per questo Schwarz si limitò a comandare i campi di lavoro ancora in mano tedesca, spostando più volte il suo comando verso l'interno della Germania a mano a mano che le forze nemiche avanzavano.
Fatto prigioniero al termine del conflitto Schwarz fu giudicato colpevole di crimini compiuti a Natzweiler-Struthof da una corte militare francese a Rastatt, condannato a morte e giustiziato mediante fucilazione nei boschi presso Sandweier il 20 marzo 1947.